# The RPWL Experience
The RPWL Experience is het zevende muziekalbum van de Duitse band RPWL. Het vorige album 9 was een album uitgegeven in eigen beheer in beperkte oplage, dit album is uitgegeven door hun platenlabel. De muziek van dit album is in de stijl van Pink Floyd. Alle stijlen die Pink Floyd heeft gehanteerd komen op het album aan bod, van Meddle tot The Division Bell.

## Musici
- Yogi Lang – zang, toetsen
- Kalle Wallner – gitaar
- Chris Postl – basgitaar
- Manni Müller – slagwerk.

## Muziek
| Nr. | Titel                           | Duur |
| --- | ------------------------------- | ---- |
| 1.  | Silenced                        | 9:52 |
| 2.  | Breathe in, breathe out         | 3:52 |
| 3.  | Where can I go?                 | 7:19 |
| 4.  | Masters of war (Bob Dylan)      | 6:17 |
| 5.  | This is not a prog song         | 5:35 |
| 6.  | I watch myself sleeping         | 6:00 |
| 7.  | Stranger                        | 8:16 |
| 8.  | Alone and scared                | 3:30 |
| 9.  | Talk to the river               | 7:51 |
| 10. | Choose what you want to look at | 5:04 |
| 11. | Turn back the clock             | 6:37 |
| 12. | Reach for the sun               | 7:33 |